# KN-15
Il KN-15 o Pukguksong-2 in coreano  è un missile balistico a medio raggio lanciato a freddo, variante terrestre del KN-11 missile balistico lanciato da sottomarini dalla Corea del Nord.

## Sviluppo
Il KN-15 ha eseguito il suo primo test di volo il 12 febbraio 2017.
Un secondo test è stato eseguito il 21 maggio 2017.

## Caratteristiche
Nei suoi test di volo, il missile ha volato per 500 km e raggiunse un'altitudine massima di 550 km, nel test di febbraio e di 560 km nel test di maggio. Questa traiettoria ha portato gli analisti a sostenere che il KN-15 potrebbe avere una portata massima compresa tra 1.200 e 2.000 km quando sparato lungo una traiettoria più depressa.
Il missile impiega un motore a combustibile solido, che consentirebbe all'arma di essere subito messa a disposizione dopo aver ricevuto un ordine di lancio poiché non ha bisogno di essere rifornito di combustibile prima dell'accensione, il missile utilizza un sistema di lancio a freddo, che utilizza vapore ad alta pressione per spingere il missile fuori dal silo in aria prima che i motori si accendano e ciò consente di riutilizzare il contenitore di lancio.

## Peculiarità
Il test del KN-15 è stato degno di nota perché è stato lanciato da un lanciatore cingolato (Trasportatore Elevatore Lanciatore), che ricorda i vecchi lanciatori progettati dai sovietici. Questo differisce dagli altri missili mobili stradali della Corea del Nord che utilizzano TEL con ruote e sono per lo più limitati a operare su strade asfaltate o altrimenti relativamente lisce. L'uso di un TEL cingolato aumenta notevolmente la capacità di sopravvivenza del missile, in quanto può essere lanciato da siti nascosti e fuoristrada. Questa capacità è particolarmente adatta per la Corea del Nord, che ha solo circa 700 km di strada asfaltata in tutto il paese.